# Коньовець
Ко́ньовець (болг. Коньовец) — село в Шуменській області Болгарії. Входить до складу общини Шумен.

## Населення
За даними перепису населення 2011 року у селі проживали 353 особи.
Національний склад населення села:
| Національність   | Кількість осіб | Відсоток |
| ---------------- | -------------- | -------- |
| турки            | 278            | 79,0%    |
| болгари          | 38             | 10,8%    |
| цигани           | 19             | 5,4%     |
| інша             | 3              | 0,9%     |
| не визначились   | 14             | 4,0%     |
| Всього відповіли | 352            |          |

Розподіл населення за віком у 2011 році:
Динаміка населення: